# Sylvia Hoeks
Sylvia Hoeks (Maarheeze, Brabant del Nord, Països baixos, 1 de juny de 1983) és una actriu neerlandesa, guanyadora del premi Golden Film per Tirza (2010) i De Bende van Oss (2011).
Durant l'etapa d'educació secundària, va ser descoberta per l'agència de models Elite, i va començar com a model per tot Europa un parell d'anys. Després d'acabar a l'institut, va assistir a l'Acadèmia de Teatre de Maastricht. Just després de graduar-se, va fer la seva irrupció nacional amb la pel·lícula Duska (2007) de Jos Stelling. Va guanyar la Vedella d'Or (l'equivalent neerlandès dels Oscars) al Nederlands Film Festival.
El 2011, Hoeks va ser presentada a la Berlinale com a Shooting Star, una iniciativa europea única que posa el focus en els millors actors d'Europa. La seva eclosió internacional el 2012 es va produir arran de la seva tasca amb el premiat director Giuseppe Tornatore en la seva pel·lícula La millor oferta coprotagonitzada amb Geoffrey Rush. Ha participat a Blade Runner 2049, dirigida per Denis Villeneuve i que s'estrena el 2017.

## Filmografia
- Duska (2007)
- De Storm (2009)
- Tirza (2010)
- De Bende van Oss (2011)
- Het Meisje en de Dood (La noia i la mort) (2012)
- La millor oferta (2013)
- Bro's Before Ho's (2013)
- Whatever Happens (2017)
- Renegades (2017)
- Blade Runner 2049 (2017)
- Pla A (2021)[2]